# 크롬 크루어히
크롬 크루어히(아일랜드어: Crom Cruach, Cromm Crúaich [ˈkɾˠɔmˠ ˈkɾˠuəç]) 또는 켄 크루어히(아일랜드어: Cenn Cruach [ˈkʲɛnˠ: ˈkɾˠuəxˠ]) 또는 켄 크로히(아일랜드어: Cenncroithi [ˈkʲɛnˠ: ˈkɾˠoθʲɨ])는 기독교가 전래되기 전 에린에서 숭배된 신으로, 그 숭배 의식 때는 인신공양을 통한 속죄 의식을 행했다. 존 리스는 《켈트의 이교국》(Celtic Heathendom)에서 크롬이 그리스 신화의 제우스처럼 ‘높은 자리’에서 숭상받던 게일 민족의 최고신이었을 것음을 시사했다.

## 출전

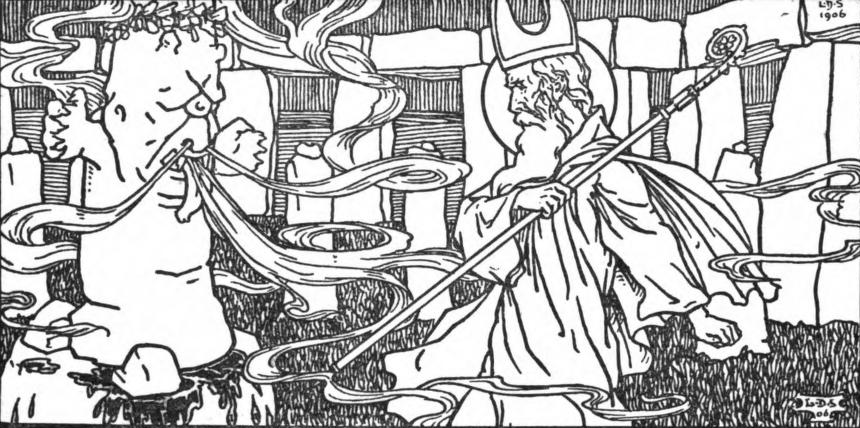
크롬 크루어히 우상을 작살내는 파트리치오. (1907년 그림)

12세기에 쓰여진 《렌스터의 서》에 실려 있는 딘센허스(지명전설) 시가 크롬 크루어히의 우상을 묘사하고 있다. 이에 따르면 크롬 크루어히의 우상은 금으로 만들어졌으며, 12개의 돌로 된 우상에 둘러싸여 현재의 캐번 주인 막 슬레흐트(예배의 들판)에 서 있었다고 한다. 크롬 크루어히는 우유와 옥수수가 풍년이 들게 하는 대가로 맏자식들을 산제물로 바치도록 요구했다. 크롬은 최초의 밀레시안 아르드리인 에레몬의 치세 때부터 숭배되었다고 하는데, 그보다 후대의 아르드리 취허른마스는 삼하인 축제 전날에 크롬 크루어히 숭배 의식을 벌이다가 자기 군대의 4분의 3과 함께 불가사의한 죽음을 당했다. 이후로도 크롬의 숭배는 5세기에 성 파트리치오가 망치로 우상을 파괴할 때까지 계속되었다.

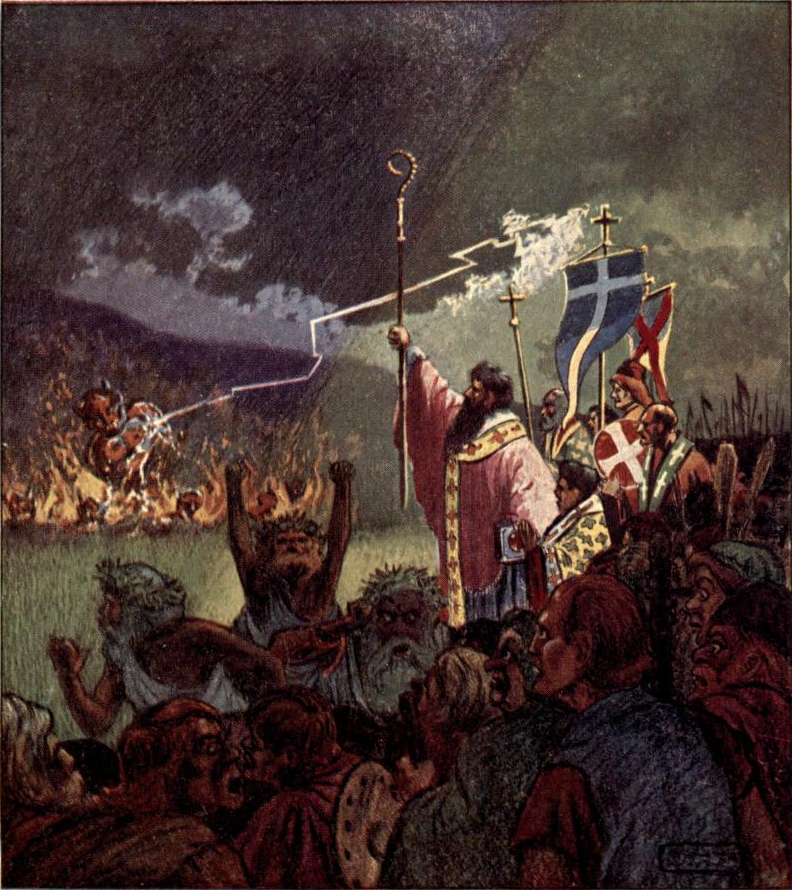
크롬 크루어히 우상을 작살내는 파트리치오. (1911년 그림)

크롬 크루어히의 우상 이야기는 성 파트리치오와 관련된 중세 전설에 중요하게 등장하는데, 정작 파트리치오 본인의 저술에서는 관련 이야기를 찾을 수 없다. 7세기에 미르후(Muirchú)나 티레한(Tírechán)이 쓴 파트리치오 전기 역시 마찬가지다.
9세기에 쓰여진 《성 파트리치오의 삶 3부작》(Vita tripartita Sancti Patricii)에서는 이 신의 이름을 켄 크루어히(Cenn Cruach)라고 하며, 금과 은으로 덮인 중앙의 조각상을 열두 개의 청동 조각상이 둘러싸고 있다고 그 우상을 묘사하고 있다. 파트리치오가 우상으로 다가가 주교장을 들어올리자, 중앙의 조각상이 주교장의 자국이 찍힌 채 넘어져 버렸고, 그 주위의 열두 조각상은 땅 속으로 가라앉아 버렸다. 우상의 주인이 나타나자 파트리치오는 그를 저주하고 지옥으로 던져 버렸다. 12세기에 글래스고 주교 조슬린이 쓴 《성 패트릭의 삶과 행동》(Life and Acts of St. Patrick) 역시 같은 이야기를 하고 있다. 여기서는 신의 이름이 켄 크로티(Cenncroithi)이며, “모든 신들의 우두머리”라고 한다. 켄 크로티의 우상이 넘어지자 우상의 금은 도금이 바스러져 먼지가 되어 버렸고, 벌거벗은 돌에 주교장 자국이 남았다고 한다.

## 고고학적 유물

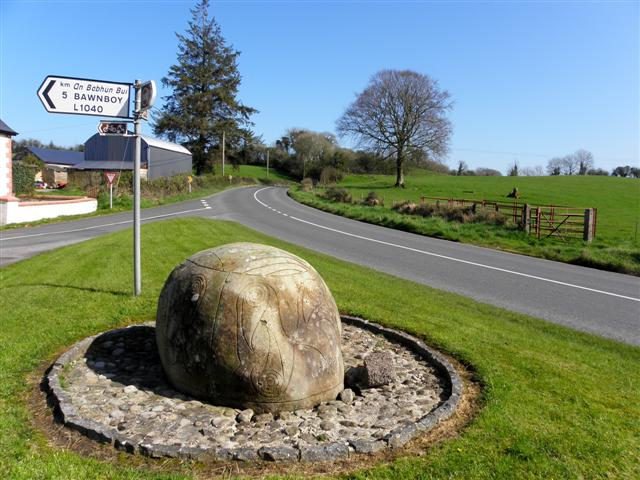
킬리클루긴석.

1921년에 캐번 주에서 장식된 돌이 발견되었는데, 이는 크롬 크루어히의 우상의 일종으로 해석되었다. 다만 오켈리는 이 우상을 크롬 두브라고 해석한다. 이 돌은 대략 돔 모양으로 생겼으며, 철기시대 라텐 문화 무늬가 새겨져 있다. 청동기 시대의 환상 열석 근처에 여러 조각으로 박살난 채 묻혀 있다가 발견되었는데, 아마 이 열석의 가운데에 서 있었던 것으로 추측된다. 이 장소는 성 파트리치오와도 여러 가지 연관성이 있는데, 근처에 ‘성 패트릭의 우물’(Tobar Padraig)과 파트리치오가 세웠다는 킬나베르트 교회가 있다. 킬나베르트(Kilnavert)는 원래 ‘포사 슬레흐트’(Fossa Slécht) 또는 ‘라쓰 슬레흐트’(Rath Slécht)라고 불렸는데, 이 구역은 더 넓은 막 슬레흐트에 포함되어 있다.
손상이 심하였으나, 남아 있는 돌들을 통해 복원을 할 수 있었다. 돌의 아랫 부분에는 네 개의 직사각형 모양 판이 새겨져 있는데, 각각 너비는 90 센티미터 정도로 측정되었다. 여기서 처음 조각되었을 때 원주는 약 3 미터 60 센티미터였을 것으로 추측할 수 있다. 각 사각형의 높이는 약 75 센티미터 정도이다. 발굴하고 나서 평평한 바닥에 세워 두었을 때 수직으로 서지 않고 왼쪽으로 조금 기울어 서는 모습을 볼 수 있었다. 어쩌면 ‘비틀린’이라는 뜻의 ‘크롬’(Crom)과 어떤 상관이 있을 수 있다. 이 돌의 이름은 킬리클루긴석(The Killycluggin Stone)이라고 하며, 현재 캐번 주 박물관에 소장되어 있다. 현재 원 발견지에서 약 300 미터 떨어진 도로가에 복제품(#)이 서 있다.
14세기에 쓰여진 《맥거번의 서》(Book of McGovern)에 막 슬레흐트에 대한 내용이 있는데, 길 옆 킬나베르트에 옛날에 크롬이 있었으며, 지역 여성들이 그곳을 지나면서 공포로 몸을 떤다는 내용의 시가 실려 있다. 현재까지도 이 지역에는 킬리클루긴석이 크롬의 돌이라는 지역 전승이 전해지고 있다.
북아일랜드 퍼매너 주 드럼쿠(Drumcoo)에서도 크롬 크루어히의 것으로 밝혀진 선돌이 발견된 바 있는데, 여기서 유래하여 이 선돌 옆의 거리는 크롬 크루어히 길(Crom Crúaich Way)이라고 이름붙여졌다. 이 선돌에는 걸어가는 남자의 모습이 조각되어 있는데, 언제 조각된 것인지에 따라 성 파트리치오를 나타내는 것일 수도 있고, 크롬을 숭배한 드루이드를 나타내는 것일 수도 있다.

## 신적 특성
크롬 크루어히의 이름은 철자도 발음도 다양하고, 의미 역시 여러 가지로 해석될 수 있다. ‘크롬’(crom, cromm)은 ‘구부러진, 뒤틀린, 구부정한’이라는 뜻이다. ‘켄’(Cenn)은 ‘머리’를 의미한다. ‘크루어히’(Cruach)는 형용사로 해석할 시 ‘피투성이, 피칠갑의’라는 뜻이고, 명사로 해석할 시 ‘도살자’, 또는 ‘옥수수 더미’, ‘더미, 무더기, 언덕’이라는 뜻이다. 고로 조합해 보면 이치에 맞는 의미로는 ‘피투성이의 뒤틀린 존재’, ‘뒤틀린 옥수수 더미’, ‘언덕 위의 뒤틀린 자’, ‘피투성이 머리’, ‘옥수수 더미의 머리’, ‘언덕의 머리’ 등이 있다
딘센허스에서 우유와 곡식의 대가로 희생 제물을 요구했다는 것은 크롬이 풍요의 신이라는 것을 시사한다. 열두 개의 석상 또는 청동상에 둘러싸인 하나의 황금상이라는 묘사는 황도대에 둘러싸인 태양으로 해석할 수 있으며, 이에 따르면 크롬은 에린의 태양신이 된다. 하지만 크롬에 대한 묘사에서는 투어허 데 다넌에게서 발견되는 특성을 전혀 찾을 수 없다.
크롬 크루어히는 보다 후대 시대의 민속적 존재인 크롬 두브와도 연관이 있는 것으로 생각된다. 크롬 크루어히를 위한 축제는 ‘돔나흐 크롬 두브’(Domhnach Crom Dubh) 즉 ‘어둡고 뒤틀린 일요일’이라고 불리었다.

## 같이 보기
- 에린 왕국 편년사